# Aubous
Aubous é uma comuna francesa na região administrativa da Nova Aquitânia, no departamento dos Pirenéus Atlânticos. Estende-se por uma área de 3,69 km². Em 2010 a comuna tinha 45 habitantes (densidade: 12,2 hab./km²).